# خلود العميان
خلود حمود العميان هي إعلامية أردنية من مواليد مدينة عمَّان، قامت بتأسيس دار الناشر العربي في دبي،  وهي تشغل حالياً منصب نائب رئيس دار الناشر العربي والذي يشغله الدكتور ناصر بن عقيل الطيار، كما تشغل منصب رئيسة تحرير مجلة فوربس      في الشرق الأوسط الصادرة عن دار الناشر العربي.

## السيرة الذاتية
ولدت خلود العميان في مدينة عمَّان عاصمة الأردن وعاشت مع عائلتها في منطقة خريبة السوق، حيث اكملت دراستها الابتدائية والإعدادية والثانوية فيها، ومن ثم انتقلت إلى مدينة إربد حيث التحقت بجامعة اليرموك وحصلت على بكالوريوس في الصحافة والإعلام.

## الحياة العملية

### بداياتها
تحمل خلود العميان خبرة سنوات اكتسبتها بالعمل في العديد من وسائل الإعلام العربية المرئية والمقروءة بعد تخرجها من جامعة اليرموك في الأردن بتخصص صحافة وإعلام، ثم البدء بمشوارها من خلال التلفزيون الأردني حيث عملت في دائرة الأخبار قبل انتقالها للعمل كمديرة برامج في قناة CNBC عربية. وفي 2007 عينت العميان مديرا لتحرير مجلة "فوربس" العربية فيما شكَّلت مرحلة مهمة في حياتها حيث كتبت في الكثير من القصص التي تروي نجاح عدد كبير من كبار رجال الأعمال في المنطقة العربية قبل أن يتوقف إصدارها في أبريل 2009.

## مع فوربس الشرق الأوسط
فبعد أن توقفت المجلة عن الإصدار لم تتوقف خلود العميان عند ذلك بل سعيت إلى أخذ الاسم التجاري للمجلة بالإضافة إلى مجموعة من المستثمرين العرب وإعادة إصدارها تحت اسم «فوربس الشرق الأوسط» لتصبح فوربس تغطي جميع الشرق الأوسط، كما تتمتع خلود العميان بالحماس والمهنيَّة العالية والرؤية الشاملة لقضايا الإعلام والصحافة الاقتصادية في منطقة الشرق الأوسط، وقد أجمع على أن رؤية أسلوبها المعمق وفلسفتها التحريرية، كانت وراء الثقة التي وضعتها فوربس العالمية بخلود التي قامت بتأسيس المجلة والمساهمة بشكل فعَّال في الارتقاء بـ (فوربس - الشرق الأوسط) لتكون مجلة المال والأعمال الأولى في المنطقة العربية وتعنى«فوربس - الشرق الأوسط» المجلة الشهرية التي تعد من أكثر القوائم شهرة في العالم: بالدرجة الأولى بإحصاء الثروات ومراقبة نمو المؤسسات والشركات المالية حول العالم. وأهم ما تقوم به توفير المعلومات المالية والاقتصادية وتقوم كل عام برصد وإحصاء أرصدة أغنياء العالم. تمتلك فوربس 7 نسخ بلغات مختلفة منها نسخة عربية باسم فوربس الشرق الأوسط.

## دار الناشر العربي
وتعتبر«دار الناشر العربي» وحدة مشتركة، تم تشكيلها حديثاً من قبل مستثمرين سعوديين عرب، حيث سيكون من ضمن أولوياتها الحرص على استقطاب عدد من المجلات والصحف العالمية إلى المنطقة، مثل إصدارات «فوربس» المتنوعة، وغيرها من العلامات الرائدة في مجال الإعلام العالمي، بهدف تنويع حقل الخيارات أمام القارئ العربي.

## ترتيب ميدا
أحد شركات العلاقات العامة الرائدة في المنطقة، قامت خلود العميان بتأسيسها لتشمل خدماتها التسويق والعلاقات العامة ولتساهم في بناء العلامة التجارية، وابتكار خطط وبرامج تطويرية خاصة بكل عميل من عملائها وإطلاق حملات إعلامية تستهدف وسائل الإعلام والمستهلكين وتتماشى والبيئة الاقتصادية المحلية، من خلال أساليب استراتيجية مبتكرة تجعل من الحملات الدعائية فعَّالة ومميزة من خلال وسائل الإعلام المختلفة.

## وصلات خارجية
- الموقع الرسمي للمجلة باللغة العربية
- الموقع الرسمي لترتيب ميديا
- الرسمية للمجلة على موقع الفيس بوك خلود العميان  على فيسبوك.
- الصفحة الرسمية للمجلة على موقع تويتر
- الصفحة الرسمية لترتيب على موقع الفيس بوك  على فيسبوك.